# MPE
MPE (Multi-Programming Executive) is een besturingssysteem van Hewlett Packard. Midden jaren 70 kwam het op de markt en werd gebruikt voor de HP3000-machines.
Het besturingssysteem lijkt sterk op een Unix-variant. Het kent geen GUI en alles wordt voornamelijk met commandline commando's uitgevoerd.
Het besturingssysteem kent een zeer krachtige structuur.
MPE/V was misschien wel de meest gekochte versie. Deze werd opgevolgd door MPE/xl. De laatst uitgebrachte versie was MPE/ix. Deze versie leek aardig op HP-UX, dat draaide op de HP9000.
De HP3000 was ontworpen voor administratieve doeleinden en was in het bedrijfsleven (banken en verzekeringsmaatschappijen) een gewilde machine.
De HP3000 staat tegenwoordig bekend als HPe3000.